# Assassinat ciblé (Israël)
Pour un article plus général, voir Assassinat ciblé.
Un assassinat ciblé (en anglais[pourquoi ?] targeted killings ; en hébreu סיכול ממוקד, sikul memukad) est, selon le droit israélien, l'assassinat de personnes par l'armée lorsque celle-ci soupçonne que celles-là s'apprêteraient à commettre des actes de violence politique ou sont liées à de tels actes. Cette doctrine juridique, qui s'insère dans le cadre du conflit israélo-palestinien, a donné lieu à diverses controverses relatives à sa légitimité. La Cour suprême israélienne a jugé, le 14 décembre 2006, que cette pratique militaire était admissible sous certaines conditions.

## Points de vue sur cette stratégie

### Critiques
Selon des spécialistes critiques à l'égard des assassinats ciblés, ces exécutions extrajudiciaires portant atteinte aux normes et aux valeurs d'une société démocratique et sont contraires aux lois de la guerre. Ils estiment que la mort d'innocents, aussi inintentionnelle qu'elle soit, disqualifie ce type d'opérations, les rendant contre-productives. Le politologue israélien Ephraïm Inbar, adoptant un point de vue pragmatique, affirme qu'il n'y a pas de preuve que les assassinat ciblés renforcent la sécurité d'Israël ; cette politique est selon lui inefficace. 

### Justification par les autorités israéliennes
Les partisans de cette stratégie estiment que les assassinats ciblés sont conformes aux lois de la guerre. Ils soutiennent qu'ils sont une réponse mesurée au terrorisme, qui met l'accent sur les auteurs réels d'attaques menées par des organisations paramilitaires, tout en évitant de faire des victimes innocentes. Ils font remarquer que les assassinats ciblés ont empêché certaines attaques contre des cibles israéliennes, affaibli l'efficacité de ces organisations et ont un effet dissuasif qui prévient des actes de terrorisme. Ils affirment également que les assassinats ciblés sont moins dommageables envers les palestiniens non-combattants qu'une incursion militaire dans les villes palestiniennes.

## Affaires juridiques
Plusieurs cas d'assassinats ciblés ont donné lieu à des affaires juridiques, notamment celui de Salah Shehadeh, cadre présumé des Brigades Izz al-Din al-Qassam, la branche armée du Hamas, tué le 22 juillet 2002 par une bombe d'une tonne ayant fait des dizaines de victimes civiles et détruit plusieurs maisons adjacentes.

### L'arrêt de la Cour suprême de 2005
En 2005, la Cour suprême statua sur cette politique dans l'arrêt Public Committee Against Torture in Israel v. Government of Israel.
Réitérant le jugement du président de la Cour suprême Aharon Barak lors de l'arrêt sur la torture opposant le Public Committee Against Torture in Israel à Israël, la Cour affirma d'abord qu'« une démocratie doit se battre avec une main liée derrière le dos », respectant le droit, y compris le droit international dans le cadre du conflit israélo-palestinien. Considérant que les personnes s'engageant dans des actes de terrorisme sont des civils qui, par leurs actes d'hostilité, abandonnent leurs droits à la protection due aux civils en temps de guerre, mais ne peuvent pas pour autant se prévaloir des droits accordés aux combattants, elle conclut finalement que la pratique des « assassinats ciblés » doit être évaluée, sur le plan juridique, au cas par cas: il n'est possible ni de les déclarer en avance et de façon générale légaux, ni de les considérer de manière générale et ex ante comme illégaux.
A. Barak fit cependant une allusion claire, lors de cet arrêt, à l'affaire Salah Shehadeh, suspendue en mars 2004 en raison de l'examen de la politique des « assassinats ciblés », en affirmant que si on pouvait prévoir qu'un grand nombre de civils seraient tués en raison de l'opération, celle-ci serait illégale.

### L'arrêt de la Cour suprême de 2006
En décembre 2006, la Cour suprême a réitéré l'affirmation centrale de son arrêt de 2005. Elle a de nouveau autorisé les assassinats ciblés sous certaines conditions. Observant que tous ne répondaient pas aux règles édictées par le droit international et le droit de la guerre, elle a cependant ouvert la possibilité de leur usage, affirmant qu'il fallait juger de leur légalité sur la base des cas individuels. La Cour a notamment souligné la nécessité d'éviter, dans la mesure du possible, de faire des victimes civiles innocentes (ou « dégâts collatéraux »). Le juge Aharon Barak a ainsi évoqué, a contrario et implicitement, le cas Salah Shehadeh, dont la Cour a été saisie, comme exemple d'un cas où celle-ci ne serait pas légale.
Cette restriction impose une obligation de précision dans les renseignements obtenus avant la décision d'assassinat, notamment concernant l'identité de la cible. Par ailleurs, la Cour admet la possibilité d'actions en dommages et intérêts par les familles des victimes.

## Procédure politique
Tous les assassinats ciblés commis par Israël (en), que ce soit l'armée ou les services de renseignement (Mossad ou Shin Beth) doivent être autorisés par le Premier ministre.
La nature exacte des preuves requises pour ces assassinats ciblés est secrète car elle implique une collecte de renseignements, des moyens et des décisions opérationnelles classifiés. Toutes les opérations de ce type conduites par le Mossad  doivent avoir l'approbation du Premier ministre. Le droit international prévoit deux paradigmes normatifs distincts qui régissent les assassinats ciblés pour des situations de répression et de conduite d'hostilités. Tout assassinat ciblé n'étant pas dirigé contre une cible militaire légitime reste soumis à l'application de la loi qui impose des restrictions importantes pour cette pratique même dans le cadre d'un conflit.

## Controverses sur le ratio des victimes civiles
Le ratio des victimes civiles d'assassinats ciblés a été évalué par Amos Harel, spécialiste des questions militaires du quotidien israélien Haaretz. En 2002 et 2003, le ratio était de 1, ce qui signifie un civil tué pour chaque terroriste ciblé. Harel a appelé cette période « les jours sombres » en raison de pertes de vies civiles relativement élevé par rapport aux années ultérieures. Il a attribué cela à la stratégie de l'armée de l'air israélienne (IAF) d'attaquer les terroristes, même quand ils se dissimulent afin de se protéger dans des zones densément peuplées, malgré les règles d'engagement limitant les attaques dans ce type de situation, toutefois, selon Harel, ces règles « étaient contournées en fonction de l'importance de la cible ». Le ratio de victimes civiles a chuté significativement à 1:28 fin 2005, ce qui signifie un civil tué pour 28 terroristes. Harel explique cette baisse de ratio comme étant résultante de la stratégie du commandant de l'IAF d'alors, Eliezer Shkedi. Le ratio a de nouveau augmenté en 2006, passant à 1:10, un fait qu'Harel attribue à « de la malchance ». Cependant, en 2007 et 2008, le ratio a atteint à un niveau sans précédent tombant à moins de 1:30, soit environ 3 % des pertes totales. Les chiffres montrant une amélioration de 1:1 en 2002 à 1:30 en 2008 ont également été cités par le Jerusalem Post.
Le professeur Alan Dershowitz de la Faculté de droit de l'université Harvard a déclaré que le chiffre de 2008 de 1:30 représente « le ratio plus bas de l'histoire dans le cadre de la lutte contre le terrorisme ». Dershowitz a critiqué les médias internationaux et les organisations des Droits de l'homme pour ne pas avoir mentionné ce fait. Il a également fait valoir que « même ce chiffre pouvait être trompeur car tous les civils ne sont pas tous des passants innocents ».
En octobre 2009, Dershowitz a déclaré que le ratio de la campagne d'assassinats ciblés de terroristes menée par Israël était de 1 civil pour 28 terroristes. Il a fait valoir « qu'il s'agissait du meilleur ratio en comparaison avec n'importe quel pays dans le monde qui est engagé dans une guerre asymétrique contre des terroristes se cachant derrière des civils. Il est supérieur à celui de la Grande-Bretagne et des États-Unis en Irak ou en Afghanistan », où ces deux pays ont recours aux assassinats ciblés contre des chefs terroristes, citant les propos sur la guerre de Gaza de 2009 du colonel Richard Kemp, qui fut le commandant des forces britanniques en Afghanistan en 2003 et qui déclara que « jamais dans l'histoire de la guerre, une armée n'a fait autant d'efforts pour réduire les pertes civiles et la mort de personnes innocentes que le fait l'armée israélienne dans la bande de Gaza ». Selon lui le Hamas, a reçu une formation approfondie, par l'Iran et le Hezbollah, afin de combattre au milieu des populations civiles qu'il utilise comme bouclier humain.
En juillet 2011, deux chercheurs britanniques, AE Stahl et William F. Owen, publient une étude sur les assassinats ciblés mettant en garde contre de possibles manipulations des chiffres à des fins politiques ».
L'ONG israélienne pro-palestinienne B'Tselem affirme que plus de 339 Palestiniens ont été tués lors de telles opérations entre 2000, début de la Seconde Intifada, et décembre 2006, date de l'arrêt de la Cour suprême. Parmi les affaires les plus connues, on peut citer l'assassinat de Salah Shehadeh (2002) ou d'Ahmed Yassine, fondateur du Hamas. Ceci a provoqué une lettre de protestation de pilotes de l'armée de l'air, publiée en 2003, qui ont mis en cause la légalité de ces « assassinats ciblés ».